# راس السهلة (حزم العدين)

تعديل مصدري - تعديل

راس السهلة محلة تابعة لقرية نوابة، التابعة لعزلة حقين بمديرية حزم العدين إحدى مديريات محافظة إب في الجمهورية اليمنية، بلغ تعداد سكانها 65 حسب تعداد اليمن لعام 2004.